# Las Palmas (Chaco)
Las Palmas è un municipio dell'Argentina situato nel dipartimento di Bermejo, in provincia di Chaco.